# Crematogaster emeryana
Crematogaster emeryana es una especie de hormiga acróbata del género Crematogaster, familia Formicidae. Fue descrita científicamente por Creighton en 1950.
Se distribuye por América del Norte, en México y los Estados Unidos (registrada en la sierra de Chiricahua y también en el condado de Cochise, en Arizona). Se ha encontrado a elevaciones que van desde los 10 hasta los 2560 metros de altura.
Habita principalmente en bosques de cedro, pino y Juniperus (enebros), bosques donde abunden los piñones y chaparrales. También frecuenta diversos microhábitats como rocas y piedras, hojarasca, en tallos muertos de plantas como Baccharis y en algunos arbustos pequeños como Arctostaphylos. Las colonias de esta especie anidan debajo de rocas y piedras.